# Rongjiang
Rongjiang (chinesisch 榕江县, Pinyin Róngjiāng Xiàn) ist ein chinesischer Kreis im Südosten der Provinz Guizhou. Er gehört zum Verwaltungsgebiet des
Autonomen Bezirks Qiandongnan der Miao und Dong. Rongjiang hat eine Fläche von 3.296 km² und 290.300 Einwohner (Stand: Ende 2018). Sein Hauptort ist die Großgemeinde Guzhou (古州镇).